# Stanisław Cieślik (podoficer)
Stanisław Cieślik (ur. 21 kwietnia 1894 w Bieńkowicach, zm. w lutym 1918) – żołnierz Legionów Polskich, armii austriackiej, kawaler Orderu Virtuti Militari.

## Życiorys
Urodził się 21 kwietnia w Bieńkowicach, w rodzinie Józefa i Marii z Rozwadowskich. Absolwent szkoły powszechnej w Nowej Wsi i kursu mleczarstwa w Rzeszowie, członek Polskiego Towarzystwa Gimnastycznego „Sokół”.
W 1914 wstąpił do Legionów Polskich i otrzymał przydział do 1 kompanii 1 pułku piechoty. W jego składzie wziął udział w wyprawie kieleckiej, w operacji nad Wisłą, w walkach pod Dęblinem oraz w walkach odwrotowych. W 1915 przeniesiony do 1 kompanii VI batalionu. W jego szeregach walczył nad Nidą, pod Zernikami, Jastkowem, Kuklami i Kamieniuchą. W czasie walk pod Polską Górą, jako sekcyjny, prowadząc swój oddział do przeciwnatarć, stał się jednym z rzeczywistych, moralnych przywódców uderzeń, dowodzonych przez por. Rzeckiego i ppor. Wyrwalskiego. Za bohaterstwo w walce odznaczony został Krzyżem Srebrnym Orderu Virtuti Militari i awansowany na stopień sierżanta. Po kryzysie przysięgowym wcielony do austriackiego Pułku Piechoty Nr 13. Zmarł z ran we Włoszech, spoczywa na austriackim cmentarzu wojennym w San Stino di Livenza. 

## Ordery i odznaczenia
- Krzyż Srebrny Orderu Wojskowego Virtuti Militari nr 7199 – 17 maja 1922[3]